# یواس‌اس لیگوریا (ای‌کی‌اس-۱۵)
یواس‌اس لیگوریا (ای‌کی‌اس-۱۵) (به انگلیسی: USS Liguria (AKS-15)) یک کشتی بود که طول آن ۴۴۱ فوت ۷ اینچ (۱۳۴٫۵۹ متر) بود. این کشتی در سال ۱۹۴۴ ساخته شد.